# Tokarew SWT-40
Das Tokarew SWT-40 (russisch Самозарядная винтовка Токарева, образца 1940 года, transkr.: Samosarjadnaja Wintowka Tokarewa obrasza 1940 goda, dt.: Selbstladendes Gewehr Tokarews Modell 1940) ist ein sowjetisches Selbstladegewehr, das während des Zweiten Weltkrieges entwickelt und produziert wurde. Von der Wehrmacht wurden erbeutete Gewehre unter der Bezeichnung Selbstladegewehr 259(r) verwendet.

## Entwicklung

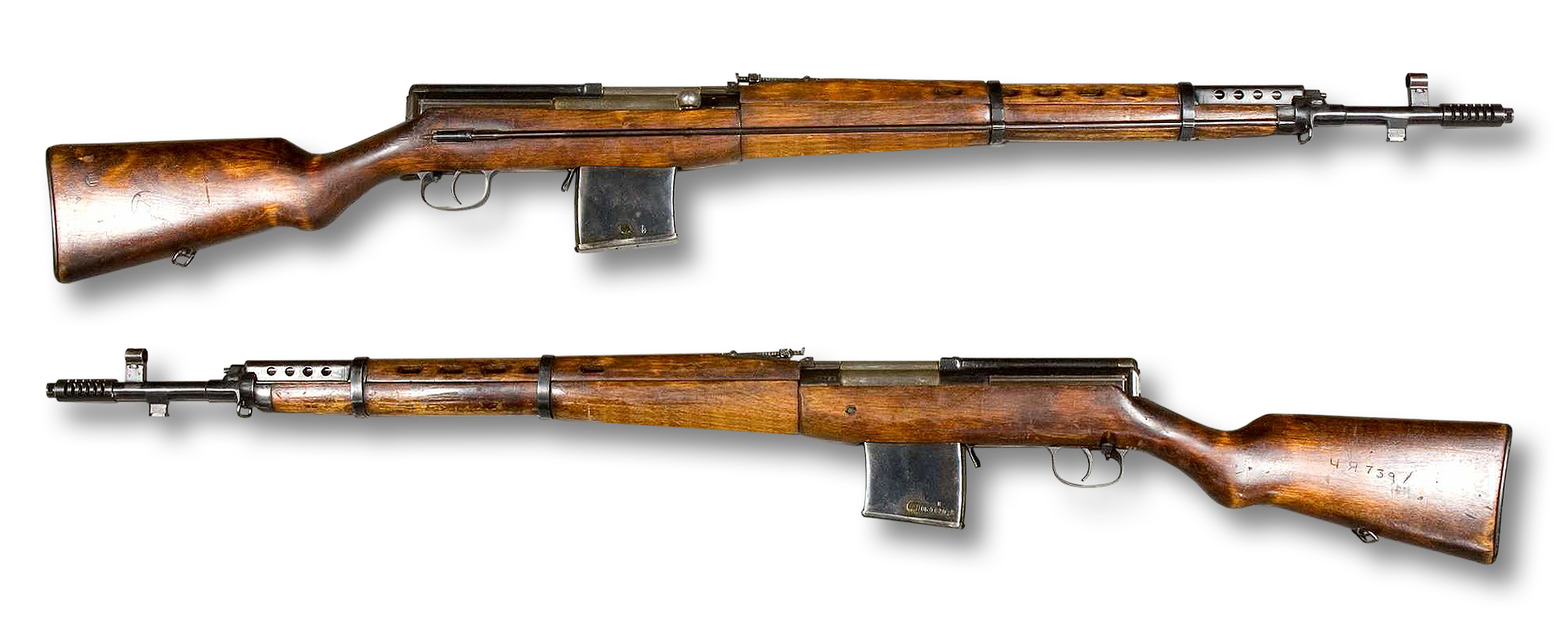
SWT-38

Das SWT-40 wurde von Fjodor Tokarew als Nachfolger des Tokarew SWT-38 entwickelt. Von 1940 bis 1945 wurden etwa 1,6 Millionen Gewehre dieses Typs produziert, etwa 50.000 davon wurden als Scharfschützengewehr ausgeführt. Das SWT-40 diente kurze Zeit als Standardgewehr der Roten Armee. Die Gewehre wurden schon bald nach dem Ende des Zweiten Weltkrieges nicht mehr im aktiven Dienst verwendet, sondern verschwanden in den Reservelagern. Von dort gelangten einige dieser Waffen auf den zivilen Waffenmarkt, wo sie vor allem an Jäger verkauft wurden.

## Technik
Das SWT-40 ist eine Weiterentwicklung des Tokarew SWT-38. Es unterscheidet sich nur unwesentlich von seinem Vorgängermodell. Im Gegensatz zum SWT-38 hat das SWT-40 einen einteiligen anstatt eines zwischen Verschlussgehäuse und Laufende getrennten Schafts. Der Putzstock beim SWT-40 ist unter dem Lauf und nicht mehr seitlich rechts wie beim SWT-38 angebracht. Zudem ist der metallene Handschutz des SWT-40 länger und umfasst den Lauf.
Es handelt sich um einen Gasdrucklader mit Kippblockverschluss. Der Gaskolben mit kurzem Rücklauf und eigener Rückholfeder ist zweiteilig ausgeführt und gibt die Energie der Pulvergase als Impuls an das Verschlussstück weiter. Dadurch läuft das Verschlussstück zurück und entriegelt den Verschluss über eine Steuerkurve. Nun laufen beide weiter zurück und der Auszieher zieht dabei die Patronenhülse aus. Ist das Magazin leergeschossen, hält ein Verschlussfang den Verschluss in der hintersten Stellung. Nun kann die Waffe entweder mit einem neuen Magazin oder mit den fünf Schuss fassenden Ladestreifen des Mosin-Nagant M91/30 nachgeladen werden.
Das SWT hat eine fünfstufige Gasregeleinrichtung, mit der der Gasdruck an die Munition und den Verschmutzungsgrad der Waffe angepasst werden kann. Die Kammer ist mit Druckausgleichsrillen versehen.

## Varianten

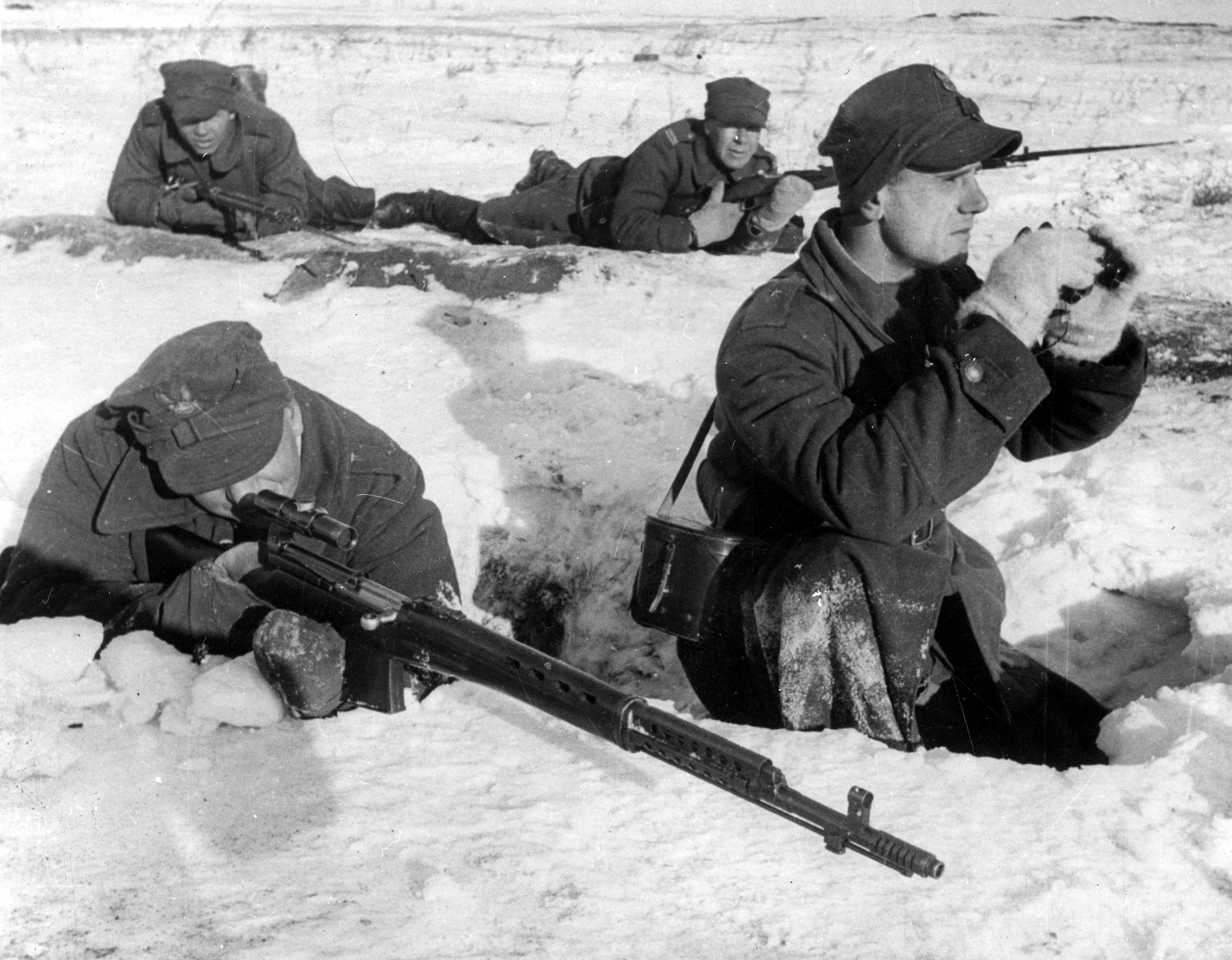
Soldaten der Polnischen Streitkräfte in der Sowjetunion, links vorn mit SWT-40ZF

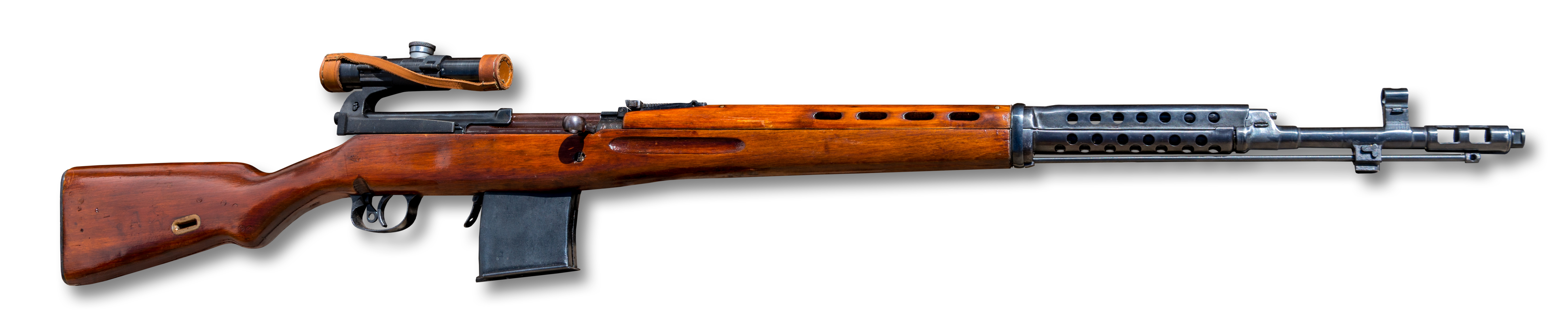
Das SWT-40 in der Scharfschützen-Version mit Zielfernrohr

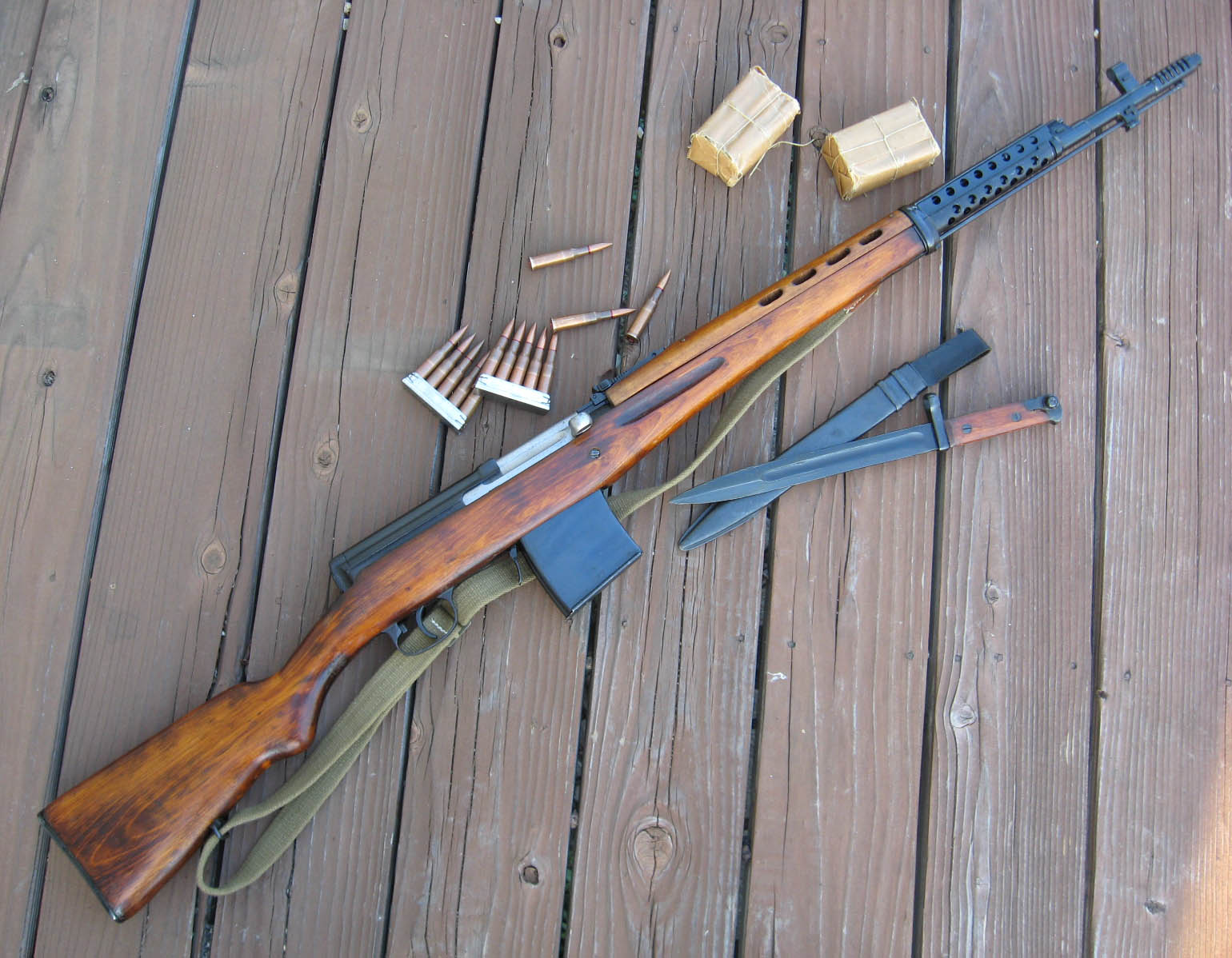
SWT-40 mit Ladestreifen und Bajonett

Die Scharfschützenvariante des SWT-40 war mit dem damaligen Standardzielfernrohr der Roten Armee, dem 3,5-fach vergrößernden PU, ausgerüstet. Es wurde mit einer mittig am Ende des Verschlussgehäuses befestigten Montage befestigt, die einen Durchbruch aufwies, durch den der Schütze das normale offene Visier benutzen konnte.
Ab 1942 wurde auch eine vollautomatische Variante des Tokarewgewehres an die Truppe abgegeben, das AWT-40. (russisch автоматическая винтовка Токарева образца 1940 года – Automatisches Gewehr Tokarews Modell 1940). Der hinter dem Abzug angebrachte Sicherungsflügel, der beim SWT-40 in senkrechter Stellung den Abzug blockiert und nach links geschwenkt Einzelfeuer erlaubt, gibt beim AWT-40, nach rechts geschwenkt, Serienfeuer frei. Die hohe (theoretische) Kadenz von 700 Schuss/Min. machte die Waffe schwer beherrschbar, was nur kurze Feuerstöße erlaubte.